# Нова Дєдінка
Нова Дєдінка (словац. Nová Dedinka) — село, громада округу Сенець, Братиславський край, південно-західна Словаччина. Кадастрова площа громади — 10,24 км².
Населення 2674 особи (станом на 31 грудня 2017 року).

## Історія
Нова Дєдінка згадується 1252 року.

## Населення
| Рік:            | 1994. | 2004.   | 2014.    | 2024.    |
| --------------- | ----- | ------- | -------- | -------- |
| Кількість осіб: | 1592  | 1751    | 2315     | 3608     |
| Різниця:        |       | +9,98 % | +32,21 % | +55,85 % |

| Рік:            | 2023. | 2024.   |
| --------------- | ----- | ------- |
| Кількість осіб: | 3533  | 3608    |
| Різниця:        |       | +2,12 % |